# Amorosi
Amorosi är en ort och kommun i provinsen Benevento i regionen Kampanien i Italien. Kommunen hade 2 749 invånare (2017).